# Amadé Ouédraogo
Amadé Ouédraogo (n. 1973) es un profesor, y botánico burkinés. Posee un Ph.D en botánica, y desarrolla actividades académicas en la Universidad de Uagadugú, en el Laboratorio de Biología y Ecología Vegetales.

## Honores
- Coordinador local de QualiTree: investigación sobre la base de la producción de aceite de árboles en África Occidental[1]

- La abreviatura «Ouédr.» se emplea para indicar a Amadé Ouédraogo como autoridad en la descripción y clasificación científica de los vegetales.[2]